# Љубљеница (Столац)
Љубљеница је насељено мјесто у општини Столац, Босна и Херцеговина.

## Становништво
|         | 2013.      | 1991.        | 1981.        | 1971.        |
| Укупно  | 0 (0,000%) | 132 (100,0%) | 244 (100,0%) | 347 (100,0%) |
| Хрвати  | –          | 64 (48,48%)  | 165 (67,62%) | 256 (73,78%) |
| Бошњаци | –          | 56 (42,42%)1 | 64 (26,23%)1 | 70 (20,17%)1 |
| Срби    | –          | 9 (6,818%)   | 14 (5,738%)  | 18 (5,187%)  |
| Остали  | –          | 3 (2,273%)   | 1 (0,410%)   | 3 (0,865%)   |

1. 1 На пописима од 1971. до 1991. Бошњаци су пописивани углавном као Муслимани.